# Рівне (Казахстан)
Рі́вне (каз. Ровное) — село у складі району Шал-акина Північноказахстанської області Казахстану. Входить до складу Кривощоковский сільського округу.
Населення — 73 особи (2021; 154 у 2009, 206 у 1999, 238 у 1989).
Національний склад станом на 1989 рік:
- казахи — 63 %
- росіяни — 28 %.

У радянські часи село називалось Лісхоз Октябрський.